# Клајн Берсен
Клајн Берсен (њем. Klein Berßen) општина је у њемачкој савезној држави Доња Саксонија. Једно је од 60 општинских средишта округа Емсланд. Према процјени из 2010. у општини је живјело 1.199 становника. Посједује регионалну шифру (AGS) 3454024.

## Географски и демографски подаци
Клајн Берсен се налази у савезној држави Доња Саксонија у округу Емсланд. Општина се налази на надморској висини од 29 метара. Површина општине износи 16,9 km². У самом мјесту је, према процјени из 2010. године, живјело 1.199 становника. Просјечна густина становништва износи 71 становника/km².